# آهوی سعودی
آهوی سعودی یا غزال سعودی (نام علمی: Gazella saudiya) نام یک گونه منقرض‌شده از سرده آهو است.